# Ballard (Seattle)
Ballard is een stadsdistrict van Seattle, Washington. Het stadsdistrict telde 43.935 inwoners in 2010, waarvan 21.576 mannen en 22.359 vrouwen.